# Cetshwayo
Cetshwayo kaMpande (ur. 1826 r.; zm. 8 lutego 1884 r.) – ostatni władca niepodległego państwa Zulusów w latach 1872–1879, syn Mpande, bratanek Czaki, ojciec Dinuzulu.
Zgodnie z tradycją został królem po śmierci swego ojca w 1872 r. Był bardzo ceniony za umiejętność rządzenia oraz odwagę. Potrafił długo utrzymać niezależność swego państwa, broniąc go przed atakami Transwalu i Brytyjczyków. W 1877 r. Wielka Brytania zaanektowała Transwal i dwa lata później wszczęła pierwszą wojnę z Zulusami. Mimo początkowych sukcesów oddziałów zuluskich Brytyjczycy pokonali je i zajęli państwo Zulusów. Cetshwayo zesłano do Kapsztadu, a jego państwo zostało podzielone na 13 niezależnych wodzostw. W 1882 r. przybył do Londynu i przekonał członków nowego rządu liberałów o swojej probrytyjskiej postawie, w efekcie czego w styczniu 1883 r. przywrócono go na tron. Decyzja ta nie spodobała się ani Brytyjczykom z południa Afryki, ani też zuluskim przeciwnikom władzy, co doprowadziło do wybuchu wojny domowej w państwie Zulusów. Zakończyła się ona klęską Cetshwayo, który zmuszony został do ucieczki na tereny kontrolowane przez Natal. Tam zmarł na atak serca.